# Arboreto y Jardín Botánico Reflection Riding

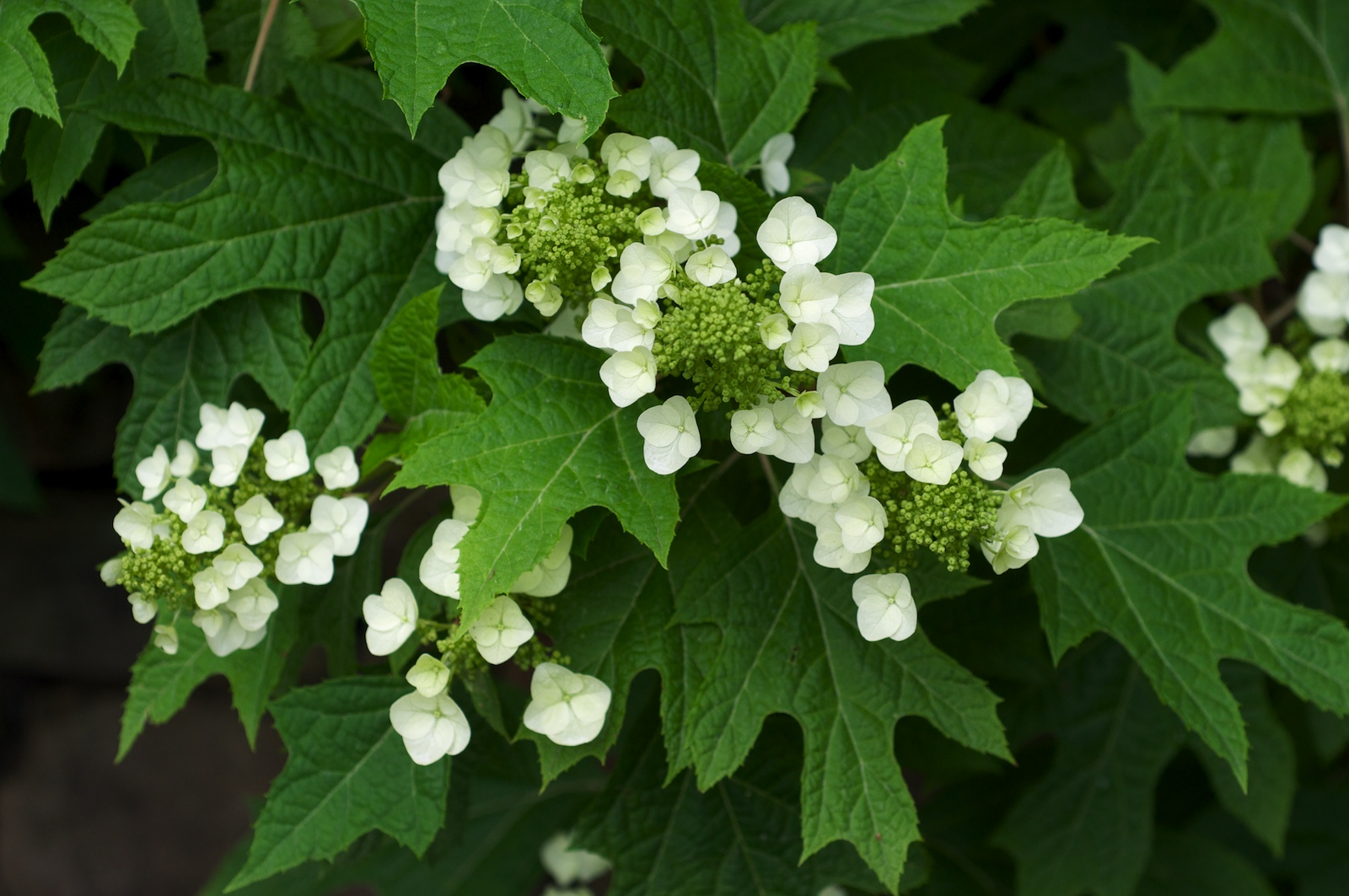
Hydrangea quercifolia uno de los arbustos pertenecientes a la flora de Tennessee.

El Arboreto y Jardín Botánico Reflection Riding (en inglés: Reflection Riding Arboretum and Botanical Garden), es un arboreto y jardín botánico sin ánimo de lucro de 300 acres (1214 hectáreas), además de sitio histórico en Chattanooga, Tennessee, Estados Unidos.

## Localización
Reflection Riding Arboretum and Botanical Garden, 400 Garden Road, Chattanooga, Hamilton County, Tennessee, United States of America-Estados Unidos de América.35°2′44″N 85°16′2″O / 35.04556, -85.26722
Se encuentra abierto a diario.

## Historia
El "Reflection Riding" fue creado por John y Margaret Chambliss, en 1956 como resultado de unos proyectos e ideas que estaban madurando desde la década de 1940. 
Se dedica al estudio y a la conservación de la vida vegetal nativa.

## Colecciones
El "Reflection Riding" alberga más de 1,000 especies de flora, con más de 150 especies de árboles. 
Incluye un circuito de paseo de 3 millas a través de los jardines arbolados, prados de flores silvestres, charcas y a lo largo de la orilla del arroyo  "Lookout Creek", además de 12 millas (19 km) de senderos.